# Johann Anton Güldenstädt
Johann Anton von Güldenstädt (ur. 29 kwietnia 1745 w Rydze – zm. 23 marca 1781 w Petersburgu) – pochodzący z rodziny Niemców bałtyckich zoolog, botanik, odkrywca.